# Een jaar van je leven
Een jaar van je leven is een televisieprogramma waarin 40 onbekende Nederlanders zichzelf een jaar lang afsluiten van de buitenwereld. Wie na 365 dagen nog in het huis zit, wint een geldprijs. Het programma werd dagelijks uitgezonden op SBS6 en was live te volgen via streamingdienst Videoland. In de laatste week van het programma werden de livestreams echter uitgeschakeld om te voorkomen dat de kijkers de uitslag van de finale al zouden zien voordat deze op televisie werd uitgezonden. Na het programma wordt de loods omgebouwd en gebruikt voor de opvolger van het programma, De Bondgenoten. Isaac de Freitas werd de winnaar van het programma.

## Opzet
Veertig mensen wonen samen in een tot woning verbouwde loods in Lelystad. Er zijn vier slaapkamers met eenpersoons(stapel)bedden en lockers. Er is een zitgedeelte met banken en een eetgedeelte met langwerpige tafels en banken. De inrichting is sober. Er zijn sporttoestellen, een bubbelbad, een werkplaats en tuinkas aanwezig.
Aan het begin van het programma staat de prijzenpot op €1.000.000,-. De bewoners kunnen geld uit de prijzenpot gebruiken als het huishoudpotje (gevuld met de verdienopdrachten) niet toereikend is, bv. als een of meerdere verdienopdrachten achter elkaar niet lukken. Dat is niet goedkoop: elke extra euro die ze uitgeven kost vijfentwintig euro uit de prijzenpot. Doen de bewoners bijvoorbeeld voor tien euro boodschappen uit de prijzenpot, dan gaat er €250,- uit de prijzenpot. Ook als er spelregels overtreden worden, gaat er geld uit de pot. In de loods staat een groot scherm waarop tijdens het verloop van het programma de stand van de prijzenpot is te zien. Dit scherm wordt soms ook gebruikt tijdens opdrachten, bv. om de speeltijd te tonen en om instructies te geven.

### Spelelementen

#### Verdienopdracht
De bewoners kunnen de pot waarvan ze de boodschappen moeten doen spekken met de verdienopdracht. Dit is vergelijkbaar met de weekopdrachten in Big Brother. Ook kunnen ze er extra prijzen, zoals bv. een muziekmiddag of een Halloweenfeest mee verdienen. Voor elke opdracht krijgen ze 1 uur de tijd om te oefenen, zodat ze er alvast bekend mee kunnen worden voordat de opdracht echt begint.  Naast de reguliere verdienopdrachten zijn sinds eind juni 2023 er ook verdienopdrachten waarmee een vrijstelling voor de eerstvolgende eliminatieopdracht kan worden verdiend.

#### Eliminatieopdracht
Een bewoner wordt door de andere bewoners genomineerd om de eliminatieopdracht te spelen. Als de opdracht niet slaagt, moet de genomineerde naar huis. Slaagt de opdracht wel, dan kiest de genomineerde een medebewoner die naar huis moet. Ook kan het voorkomen dat twee deelnemers een eliminatieopdracht tegen elkaar moeten spelen. In dat geval gaat de verliezer naar huis.
Daarnaast kunnen bewoners er ook voor kiezen om vrijwillig te vertrekken als ze het niet meer zien zitten om te blijven of een gevoel krijgen dat ze het niet meer vol kunnen houden. Hiervoor kunnen ze 24 uur bedenktijd aanvragen. In die 24 uur kunnen ze dan beslissen om te blijven of om weg te gaan. Dit kan echter niet in het weekend, dus als een deelnemer op vrijdag 24 uur aanvraagt, mag deze pas op maandag vertrekken. Er zijn op dit moment 10 deelnemers die vrijwillig zijn vertrokken namelijk, Quincy, Bert, Nadir, Alicia, Kim W, Ruben, Djedi, Wesley, Tommy-Lee, en Zoë. Zomaar van het terrein ontsnappen is niet mogelijk. Als dit toch gebeurt, gaat er €10.000,- van de prijzenpot af.

#### Gele kaart
Een bewoner kan een gele kaart krijgen, die na een maand vervalt. Bij twee gele kaarten in dezelfde maand moet de bewoner het spel verlaten middels een rode kaart. Een gele kaart wordt onder meer gegeven als iemand de regels overtreedt. Ook wordt een gele kaart gegeven als er geweld wordt gebruikt of als iemand hiertoe dreigt. Gebruik van grof taalgebruik, zoals scheldwoorden, wordt eveneens bestraft met een gele kaart.

#### Entertainmentboek
Vanaf december ontvangen de deelnemers elke eerste van de maand een entertainmentboek. Dit entertainmentboek is bedoeld om het verblijf in de loods aangenamer te maken. Er staan leuke activiteiten in die ze kunnen kopen van de prijzenpot, zoals silent disco, bungeejumpen, bowlingbaan, sauna, gourmetavond enz. Ze moeten overleggen wat ze uit dit boek willen aanschaffen en de aankopen dienen met meerderheid van stemmen te worden gedaan. De aankopen worden in tegenstelling tot boodschappen niet met 25 vermenigvuldigd. Hierdoor zijn deelnemers sneller geneigd de prijzenpot aan te breken.

#### Guinness-records
Elke maand dienen de deelnemer een record uit het Guinness Book of Records te breken. Ze dienen hierbij zelf uit te kiezen welk record ze willen proberen te breken en dienen dan een recordpoging te doen. Iedere keer dat een record wordt gebroken krijgen ze een beloning.